# Schwenksville
Schwenksville es un borough ubicado en el condado de Montgomery en el estado estadounidense de Pensilvania. En el año 2000 tenía una población de 1,693 habitantes y una densidad poblacional de 1,621 personas por km².

## Geografía
Schwenksville se encuentra ubicado en las coordenadas 40°15′23″N 75°27′54″O / 40.25639, -75.46500.

## Demografía
Según la Oficina del Censo en 2000 los ingresos medios por hogar en la localidad eran de $44,514 y los ingresos medios por familia eran $55,000. Los hombres tenían unos ingresos medios de $37,566 frente a los $31,200 para las mujeres. La renta per cápita para la localidad era de $19,679. Alrededor del 5.4% de la población estaba por debajo del umbral de pobreza.